# Alexandre Bilodeau
Alexandre Bilodeau (Montreal, 8 de septiembre de 1987) es un deportista canadiense que compitió en esquí acrobático, especialista en las pruebas de baches.
Participó en tres Juegos Olímpicos de Invierno, entre los años 2006 y 2014, obteniendo en total dos medallas de oro, en Vancouver 2010 y Sochi 2014, ambas en la prueba de baches.
Ganó cinco medallas en el Campeonato Mundial de Esquí Acrobático entre los años 2009 y 2013.

## Medallero internacional
| Juegos Olímpicos   | Juegos Olímpicos             | Juegos Olímpicos | Juegos Olímpicos   |
| Año                | Lugar                        | Medalla          | Competición        |
| ------------------ | ---------------------------- | ---------------- | ------------------ |
| 2010               | Vancouver (Canadá)           | Medalla de oro   | Baches             |
| 2014               | Sochi (Rusia)                | Medalla de oro   | Baches             |
| Campeonato Mundial |                              |                  |                    |
| Año                | Lugar                        | Medalla          | Competición        |
| 2009               | Inawashiro (Japón)           | Medalla de oro   | Baches en paralelo |
| 2011               | Deer Valley (Estados Unidos) | Medalla de oro   | Baches en paralelo |
| 2011               | Deer Valley (Estados Unidos) | Medalla de plata | Baches             |
| 2013               | Oslo/Voss (Noruega)          | Medalla de oro   | Baches en paralelo |
| 2013               | Oslo/Voss (Noruega)          | Medalla de plata | Baches             |